# ユニバーサル ミュージック グループ
ユニバーサル ミュージック グループ（英語: Universal Music Group、UMG）は、グローバルに展開する多国籍音楽会社。オペレーション本部をアメリカ合衆国カリフォルニア州サンタモニカに、コーポレート本部（役員オフィス）をオランダ王国ヒルフェルスムに置く。ワーナー・ミュージック・グループ、ソニー・ミュージックエンタテインメントと共に、「ビッグ3」の一つである。

## 概要
1996年に、親会社のMCAが傘下のユニバーサル・ピクチャーズに合わせて社名をユニバーサルと変更した際、音楽部門であるMCAレコードもユニバーサル ミュージック グループと改名した。MCAは当時の6大メジャー・レーベルの一つだった。1998年に、ポリグラムと合併したことによって、世界最大のレコード会社となった。現在の会長兼最高経営責任者は、ルシアン・グレンジ。ポリドール・レコードはジェームス・ブラウンなど、マーキュリー・レコードはバーケイズ、カメオ、コンファンクシャンなど、モータウンはテンプテーションズなどの魅力的なカタログを保有している。
親会社であったヴィヴェンディ・ユニバーサル（2000年に酒造会社だったシーグラムの娯楽部門がヴィヴェンディと合併したもの。現在はヴィヴェンディに改称）の娯楽部門（ヴィヴェンディ・ユニバーサル・エンタテインメント）は財務体質悪化の為、2004年にNBCと合併、NBCユニバーサルとなったが、ユニバーサル ミュージック グループは合併の対象には含まれなかった。
2018年7月に売却案が出ており、2020年には、中国の複合企業テンセント・ホールディングズが、ユニバーサルの一部を買う案が出た。2019年末までにヴィヴェンディが保有するユニバーサル ミュージック グループの株式10%をテンセントに売却、2021年9月、ユニバーサル ミュージック グループはユーロネクスト・アムステルダムに上場し株式公開、株式の60％がヴィヴェンディの株主へ分配された。
日本では、同社の音楽作品は子会社のユニバーサル ミュージック合同会社より発売されている。
ちなみに、2009年2月、電通傘下のジェネオン エンタテインメント（旧：パイオニアLDC）とNBCユニバーサル傘下のユニバーサル・ピクチャーズ・ジャパンが合併し「ジェネオン・ユニバーサル・エンターテイメントジャパン（現：NBCユニバーサル・エンターテイメントジャパン）」となったことにより、「ユニバーサル」とそのシンボルマークである地球儀マークを冠する異なる企業グループによるレコード会社が並立することになった。

## 沿革
- 1995年、シーグラムが、MCAレコードやユニバーサル・ピクチャーズを擁するMCAを買収。
- 1996年、シーグラムが、旧MCAをユニバーサルと改名。これに伴い、MCAレコードもユニバーサル ミュージックと改名。
- 1998年、シーグラムが、ポリグラムを買収し、ユニバーサルミュージックと統合。
- 2000年、シーグラムが、酒造部門と娯楽部門に分割され、前者をペルノ・リカールに、後者をヴィヴェンディに売却。これによりヴィヴェンディ・ユニバーサルが誕生。
- 2004年、ヴィヴェンディ・ユニバーサルの娯楽部門はNBCと合併するが、ユニバーサル ミュージック グループ（UMG）はこの合併には参加せず。
- 2006年、仏ヴィヴェンディが松下電器産業（現：パナソニック、1990年 - 1995年は単独所有、1995年 - 2006年は共同所有）の所有していた残りの株式を買収し、ユニバーサル ミュージック グループはヴィヴェンディの100%子会社となる。年末より独立レーベルのコンコード・ミュージック・グループの配給を開始。
- 2007年、ベルテルスマンの音楽出版部門であるBMGミュージック・パブリッシングを買収、ヴィヴェンディ傘下のUMGに統合。
- 2011年、ヴィヴェンディがEMIの音楽部門の買収をソニーと争い、最終的に獲得。UMG傘下に統合させると発表した[5]。
- 2015年、グループ再編。北米以外を統括してきた子会社“UMG International”を実質解体し、各地域子会社を直接UMG傘下に置き権限と責任を強化するシステムに改めた。UMGも実質北米の地域会社として他地域との連携を強化する。
- 2019年、ヴィヴェンディが保有するユニバーサル ミュージック グループの株式10%をテンセントに売却[3]。
- 2021年、オランダのユーロネクスト・アムステルダムに上場し、株式公開企業となった[4]。
- 2023年10月、生成AI企業のAnthropicを相手取って所属アーティストの著作権を巡り訴訟を起こしている[6]。
- 2024年、1月31日をもってTikTokとの楽曲利用ライセンス契約を終了した。UMG側は、TikTokに対し『アーティストとソングライターへの適切な報酬』『AIの有害な影響からの人間のアーティストを守ること』『TikTokユーザーのオンライン上の安全性』という3つの課題の対処を求めたものの、TikTok側がこれに無関心、或いは威圧的な態度で応じたのが契約更新に至らなかった原因としており、「UMGはこうしたTikTokの姿勢が引き起こす問題を、これ以上看過するわけにはいかないと考えている」と表明している。この契約終了に伴い、TikTok上でUMG（UMJ含む）所属アーティストの楽曲は使用不可となった[7][8]。その後、5月1日に新たなライセンス契約を結ぶことで和解し、UMGの管理楽曲がTikTok上において再び使用可能となった[9][10]。

## 主要なレーベル・グループ
- ドイツ・グラモフォン
- アイランド・レコード
- ポリドール・レコード
- EMI
- アビー・ロード・スタジオ
- ブラバド（Bravado）
- キャピトル・ミュージック・グループ
  - アストラルワークス（英語版）
  - ブルーノート・レコード
  - ゲフィン・レコード
  - キャピトル・レコード
  - キャピトル・スタジオ（英語版）
  - ハーヴェスト・レコード
  - アンサブ・レコード（英語版）
  - ヴァージンミュージック レーベル & アーティスト サービス
- Capitol Records UK
- デッカ・レコード
  - デッカ・クラシックス（Decca Classics）
  - Mercury KX
- デフ・ジャム・レコーディングス
  - ARTium Recordings
  - グッド・ミュージック
- イーグル・ロック・エンタテインメント（英語版）
- EDGEOUT Records
- Fame House
- フィクション・レコード
- イングルーヴス
- インタースコープ・ゲフィン・A&Mレコード
  - 222レコード（英語版）
  - アフターマス・エンターテインメント
  - Darkroom
  - ドリームビル・レコード（英語版）
  - KIDinaKORNER（英語版）
  - LVRN Records
  - Mad Love and Friends Keep Secrets Records
  - シェイディー・レコード
- マーキュリー・スタジオ（Mercury Studios）
- モータウン
  - クオリティ・コントロール・ミュージック（英語版）
- ポリグラム・エンターテインメント（英語版）
- リパブリック・レコード
  - アメリカン・レコーディング（英語版）
  - ブーミナティ・ワールドワイド（Boominati Worldwide）
  - ブラッシュファイアー・レコーズ
  - カサブランカ・レコード
  - キャッシュ・マネー・レコード
  - フェデラル・フィルムズ（Federal Films）
  - ラヴァ・レコード（英語版）
  - XO
  - ヤング・マネー・エンターテインメント
- スパインファーム・レコード
- Spinnup（英語版）
- U-Live
- ユニバーサル・ミュージック・エンタープライズ（英語版）
  - T-Boy Records
- ミュージック・コーポレーション・オブ・アメリカ
  - キャピトル・レコード・ナッシュビル
  - EMIレコード・ナッシュビル
  - MCAナッシュビル
  - マーキュリー・ ナッシュビル
- ユニバーサル ミュージック ラテン エンタテインメント（英語版）
  - ユニバーサル・ミュージック・ラティーノ（Universal Music Latino）
  - キャピトル・ラテン（英語版）
  - ディサ・レコード（英語版）
  - フォノビサ・レコード（英語版）
  - マチェーテ・ミュージック（英語版）
- ユニバーサル・ミュージック・パブリッシング・グループ
  - ユニバーサル・プロダクション・ミュージック（英語版）
- ヴァーヴ・レーベル・グループ（Verve Label Group）
  - ヴァーヴ・レコード
  - ヴァーヴ・フォアキャスト・レコード
  - インパルス!レコード
  - Decca Records, US
  - デッカ・ブロードウェイ（英語版）
  - デッカ・ゴールド（英語版）
  - ECMレコード